# Plaza Mayor de Serón de Nágima
La plaza Mayor de Serón de Nágima ha sido y sigue siendo el centro neurálgico de esta villa situada en la Provincia de Soria (Comunidad Autónoma de Castilla y León, España).

## Historia
Durante la influencia musulmana entre los siglos VII y XII la plaza concentró los edificios públicos más importantes y se convirtió en el centro de la vida social de los habitantes del lugar. En ella estaría situado el zoco o mercado árabe donde se realizarían todo tipo de compraventa de artículos y en torno al cual giraban todo tipo de actividades. En las inmediaciones, en el lugar que ocupa la actual iglesia de Nuestra Señora del Mercado, se encontraría la mezquita, el edificio más importante del núcleo urbano; lugar dedicado al culto y a la oración y en las que además de enseñar la doctrina islámica se impartían conocimientos generales. En dicha iglesia se puede observar algún sillar con motivos geométricos perteneciente posiblemente a esta mezquita, aunque no se puede descartar su procedencia de alguna de las ermitas que existieron en Serón utilizadas para edificar el actual templo. Además de este importante edificio también se localizaría la alhóndiga, edificio destinado al almacenamiento y comercialización del grano y probablemente los baños árabes.

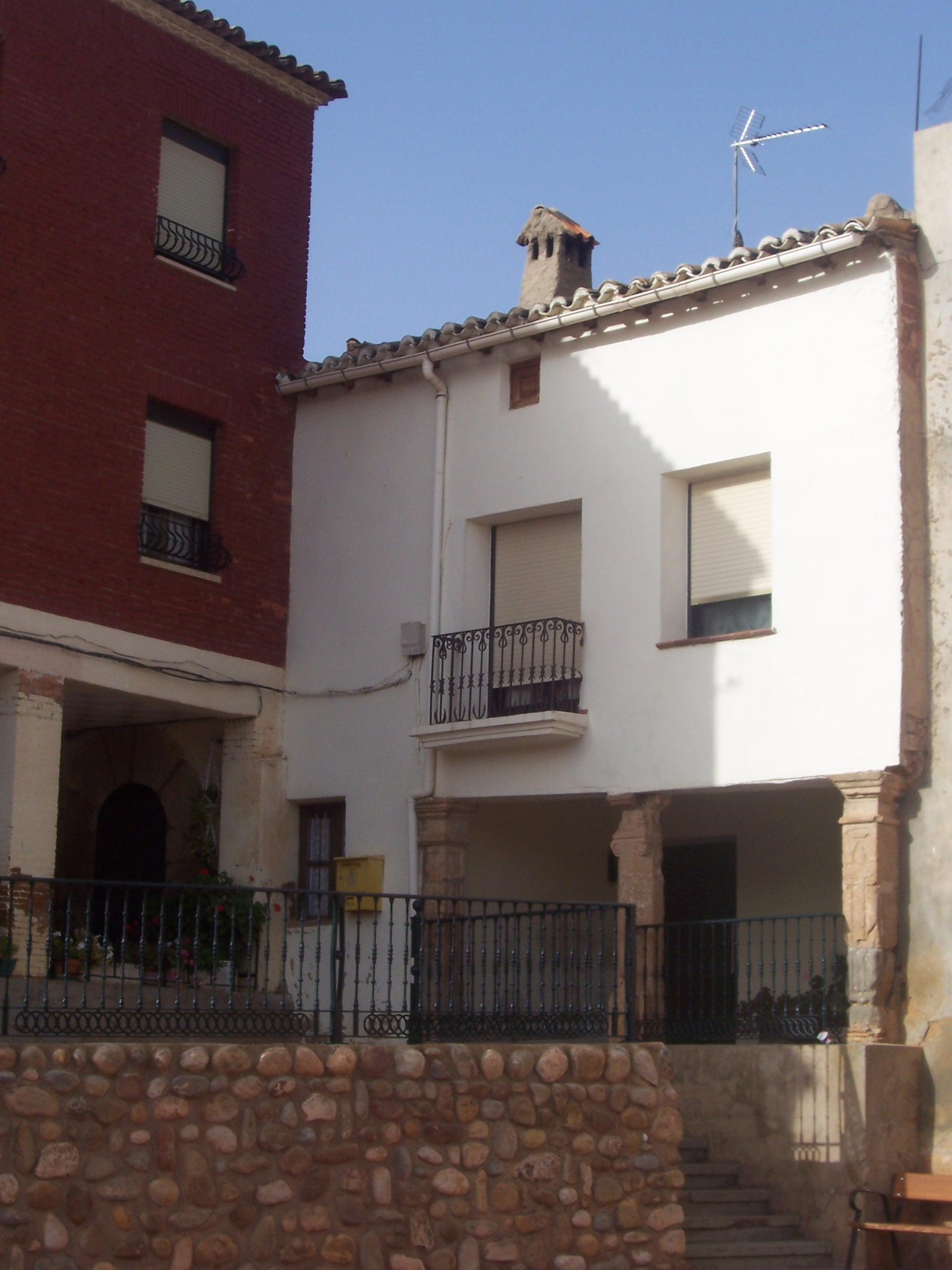
Edificio del

Tras la reconquista de la villa entre 1120 y 1125 comienza la llegada de cristianos, aunque la población musulmana sería mayoritaria hasta el siglo XIII, lo que explica que las dos iglesias construidas en esos siglos estuvieran a las afueras de la villa y que la plaza no sufriera muchos cambios respecto a sus edificios principales. Es a finales del siglo XV y durante el siglo XVI cuando la plaza Mayor es transformada completamente. Hacia el año 1500 promovida por la familia de los Rojas (Señores de Serón), comienza la construcción del templo más importante de la población sobre la primitiva mezquita que viene a unirse a los ya existentes y a lo largo del siglo XVI se construyen los característicos edificios con soportales sobre columnas de piedra, manteniéndose sin cambios significativos hasta el siglo XIX y XX.
Los cambios más profundos que ha sufrido la plaza Mayor de Serón de Nágima se produjeron durante el siglo XX. En el año 1972 es inaugurada y bendecida la importante, y en algunos aspectos desafortunada, remodelación de la plaza Mayor. Los principales cambios fueron la construcción del frontón y de un pequeño jardín en el que se instaló una fuente de forma ovalada que vino a sustituir a la antigua fuente y pilón. También se construyeron unos muretes para adecentar el acceso a las viviendas de la parte alta de la plaza, ya que antiguamente había unos bancales que salvaban el fuerte desnivel entre la zona alta y la baja debido a la orografía del terreno. En este siglo también desaparece el antiguo ayuntamiento, edificio con soportales de piedra situado donde esta la actual sucursal bancaria de la Caja Rural. 
La última remodelación ha sido realizada en 2008 y ha consistido en la adecuación del jardín y la colocación de una nueva fuente ornamental. También se ha retirado la baranda de ladrillo de los muretes y ha sido sustituida por una de metal, más vistosa y acorde con la plaza. Además se ha instalado un parque infantil con columpios para los más pequeños.

## Descripción
La plaza Mayor de Serón tiene planta trapezoidal y se pueden diferenciar, como hemos apuntado, dos zonas claramente diferenciadas, el frontón y el jardín. De los antiguos edificios con soportales del siglo XVI se conservan dos ejemplos interesantes. Los dos poseen fachadas de adobe enlucidas de color blanco. El adobe es el material con el que están construidos la mayoría de los edificios de la villa, incluyendo el castillo. Uno de ellos se encuentra en la esquina noroeste con un soportal sobre tres columnas de sección cuadrada que poseen capiteles y basas cuadrangulares. Están decoradas con sencillos símbolos como una cruz y filetes lisos. Este edificio, fechado en 1769 en uno de los capiteles, se trata de la antigua casa del Curato de Santa María del Mercado. El otro edificio situado en el cerramiento oeste, tiene tres columnas toscanas de sección circular sobre altos plintos rectangulares. El resto de edificios no muestran mayor interés; son sencillos, algunos con soportales sobre columnas de sección cuadrada construidas con ladrillo. 
Situado en el cerramiento sur llama la atención también un edificio rehabilitado recientemente que posee un balcón corrido de madera y una amplia cornisa que sobresale en igual anchura que el mencionado balcón. Tiene dos pisos y sus muros son de mampostería aunque se encuentran revocados y pintados de blanco.

### Alhóndiga

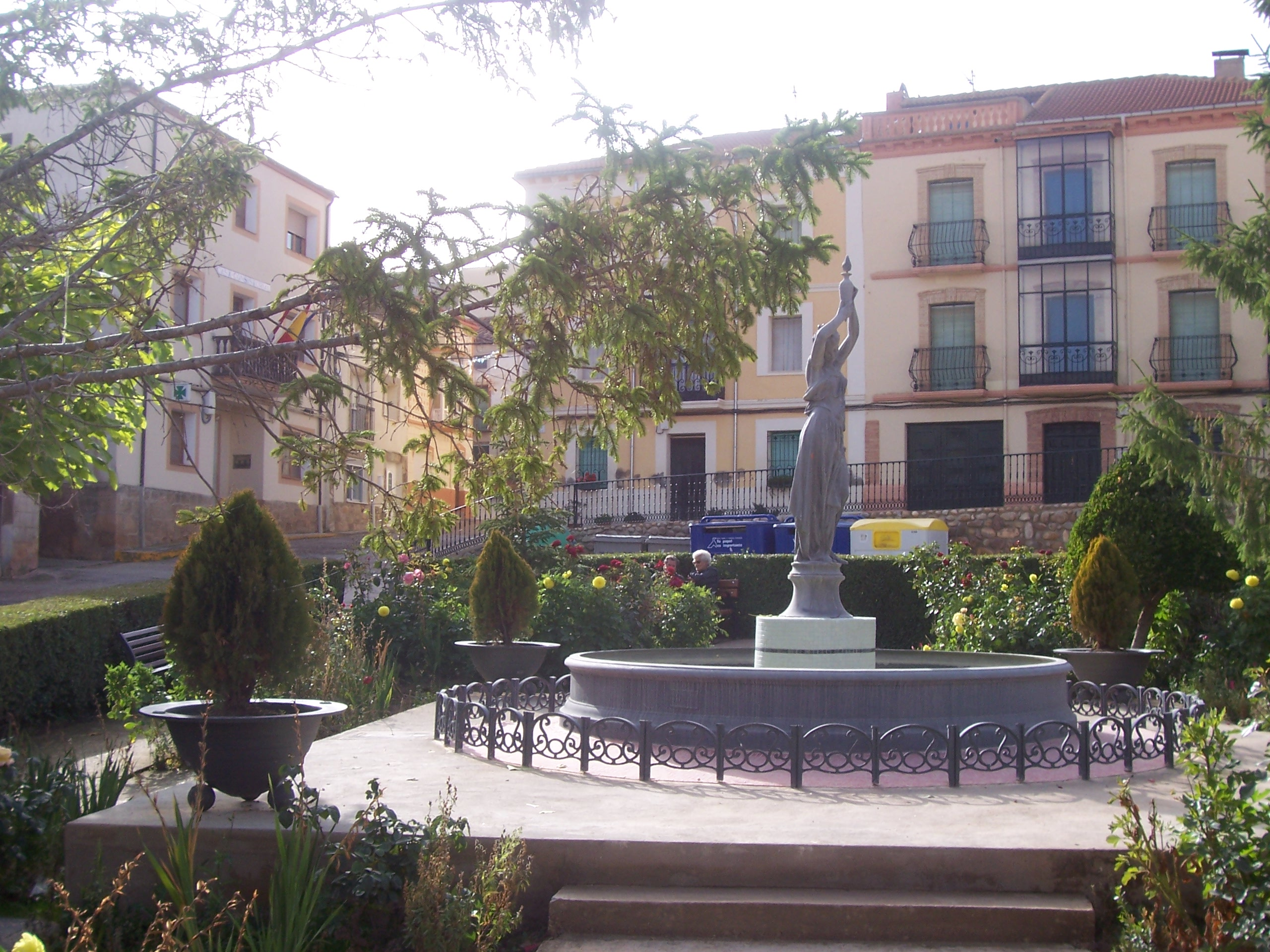
Jardín situado en el centro de la plaza. Al fondo, la Casa Consistorial a la izquierda y a la derecha dos edificios de principios del

Destaca la antigua Alhóndiga, edificio del siglo XVII que contiene actualmente el bar. Construido en piedra con muros de mampostería y remates (esquinas y dinteles de puertas y ventanas) realizados en piedra sillería, aparece fechado en 1697 sobre el dintel de la ventana central (antes balcón principal). El único elemento arquitectónico que sobresale de la lisa fachada es la cornisa moldurada de piedra y actualmente el edificio se encuentra blanqueada con cal de forma muy burda y una de sus ventanas ha sido ensanchada, lo que le hace perder su simetría. Además sobre el tejado, sujeto por un sencillo armazón metálico rematado por veleta y cruz, posee un campanillo fundido en 1733 que contiene la inscripción "SOI DE SERON Y SV TIERRA". Sirvió de reclamo para avisar de fuegos, tormentas o desgracias. El edificio fue una lonja de cereales cuando en la plaza Mayor de Serón se celebraban mercados durante todos los jueves del año. Anteriormente, en su planta baja estuvo el local del pósito o alhóndiga, destinado a almacenar cereales, leguminosas y alimentos no perecederos para su préstamo a los campesinos necesitados, ya fuera para sembrar o para paliar situaciones extremas de hambre en sus familias. Tras la ocupación francesa y la Guerra de la Independencia se produce el cese del funcionamiento de la alhóndiga de Serón, aunque el local siguió conservando el nombre hasta la mitad del siglo XX. En la posguerra fue cedido al organismo estatal llamado Servicio Nacional del Trigo; fue entonces cuando se destinó a almacén de este cereal, cuya producción y compra a los agricultores estaba controlada por el Estado de forma monopolizada para paliar la situación de escasez de pan en el país. Desgraciadamente, el edificio de la Alhondiga fue derribado en el año 2010, pese a la oposición de algunos vecinos.

### Ayuntamiento
Lindando con éste se encontraba el antiguo ayuntamiento, edificio desaparecido en el siglo XX y que era posiblemente del siglo XVI o de siglos posteriores. Tenía un soportal de columnas de piedra que afortunadamente se conservan en el cercano pueblo de Velilla de los Ajos. Mucho más moderno es el actual edificio que alberga la casa consistorial o ayuntamiento. Se encuentra en la esquina suroeste, tiene tres pisos y es de una simpleza impresionante tan solo interrumpida por el balcón con balaustrada de madera que preside la fachada principal. Junto a él hay dos edificios característicos de la arquitectura de principios del siglo XX.